# Grêmio Recreativo Serrano
Grêmio Recreativo Serrano is een Braziliaanse voetbalclub uit Campina Grande in de staat Paraíba.

## Geschiedenis
De club opgericht in 1989 in de stad Serra Redonda, maar verhuisde later naar Campina Grande. De club speelde van 1999 tot 2003 in de hoogste klasse van het Campeonato Paraibano. In 2017 maakte de club er een comeback.